# FIMO masa
FIMO je blagovna znamka modelirne mase proizvajalca Staedtler (pred tem Eberhard Faber). Izdelana je iz polivinilklorida (PVC) in mehčala (estri ftalne kisline in alkohola z nerazvejano alifatsko verigo). Od leta 2006 izdelek ne vsebuje več ftalatov.
Prodaja se po vsem svetu, njena največja konkurenca pa sta ameriška modelirna masa Sculpey in Kato polyclay.
FIMO masa se prodaja v treh različicah:
- FIMO CLASSIC (modelirna masa za izkušene ustvarjalce)
- FIMO SOFT (mehkejša masa, primerna tudi za začetnike)
- FIMO EFFECT (masa s posebnimi efekti: imitacija kamna, metalni izgled, itd.)

Možna je tudi uporaba vseh treh vrst FIMO mase skupaj in njihovo mešanje.
FIMO masa je preprosta za uporabo (delo z njo je podobno delu s plastelinom) in se lahko utrdi v vsaki domači kuhinjski pečici pri temperaturi 130° C. Čas utrjevanja je približno 30 minut. Utrjeni izdelki so popolnoma obstojni in vodoodporni – podobni so izdelkom iz kakovostne plastične mase.